# 岡山県道71号建部大井線
岡山県道71号建部大井線（おかやまけんどう71ごう たけべおおいせん）は、岡山県岡山市北区を通る県道（主要地方道）である。

## 概要

### 路線データ
- 起点：岡山県岡山市北区建部町福渡（八幡橋東詰、国道53号交点）
- 終点：岡山県岡山市北区大井（国道429号交点）

## 歴史
- 1993年（平成5年）5月11日 - 建設省から、県道建部大井線が建部大井線として主要地方道に指定される[1]。

## 路線状況
基本的には片側一車線が確保されているが、岡山県道31号高梁御津線との交差点より北側の兵坂峠付近は非常に狭隘で、四輪車同士の離合が困難な場所がある。

### 重複区間
- 国道484号（岡山市北区建部町品田 - 岡山市北区建部町宮地）
- 岡山県道76号総社三和線（岡山市北区日近 - 岡山市北区大井）

## 地理

### 通過する自治体
- 岡山市（北区）

### 交差する道路
| 交差する道路                                          | 交差する場所       | 交差する場所                |
| ----------------------------------------------------- | ------------------ | --------------------------- |
| 国道53号                                              | 建部町福渡         | 起点                        |
| 国道484号 重複区間起点                                | 建部町品田         |                             |
| 岡山県道71号建部大井線 / 八幡歩道橋                   | 建部町品田         |                             |
| 国道484号 重複区間終点 岡山県道453号宮地鹿瀬線        | 建部町宮地         |                             |
| 岡山県営広域営農団地農道吉備高原北部地区 / 奥吉備街道 | 建部町富沢         |                             |
| 岡山県道31号高梁御津線                                | 御津紙工（しとり） |                             |
| 岡山県道367号勝尾宇甘線                               | 御津勝尾           |                             |
| 岡山県道72号岡山賀陽線 / 吉備新線                     | 山上（やまのうえ） |                             |
| 岡山県営広域営農団地農道吉備高原地区 / 吉備高原街道   | 下高田             |                             |
| 岡山県道76号総社三和線 重複区間起点                   | 日近（ひじかい）   |                             |
| 国道429号 岡山県道76号総社三和線 重複区間終点         | 大井               | 終点                        |
| 八幡歩道橋（自転車歩行者専用道路）                    |                    |                             |
| 国道53号                                              | 建部町福渡         | 福渡交差点 / 八幡歩道橋起点 |
| 国道484号 岡山県道71号建部大井線 / 現道 重複          | 建部町品田         | 八幡歩道橋終点              |